# 未來的我們早已知曉
《未来的我们早已知晓》（日语：／ Mirai no Bokurawa Shitteru yo）是Aqours的单曲，也是电视动画《Love Live! Sunshine!!》第二季的片头曲，2017年10月25日由Lantis发售。

## 概况
本单曲为电视动画《Love Live! Sunshine!!》第二季的片头曲，词曲作者延续了第一季片头曲青空Jumping Heart的阵容。未来的我们早已知晓于2017年10月15日开始登陆手机游戏《Love Live! 学园偶像祭》，两首歌曲的完整版也在10月17日FM东京《SCHOOL OF LOCK!》节目中播出。此外，B面曲环游在你眼瞳中的冒险也将作为2018年推出的真人逃脱游戏从孤岛水族馆逃脱的主题曲使用，另外此首歌曲的完整版舞蹈亦在T-SPOOK万圣节活动中首次披露。
初回生产限定盘会随机封入Aqours人物卡片一张（共9种），此外在特定店铺内购买CD还可以获得店铺特典，不同店铺对应不同特典；在指定店铺购买CD，还会获得“Love Live! Sunshine!! Aqours课外活动 未来的我们早已知晓 ～face to face～”（ラブライブ！サンシャイン!! Aqours課外活動 未来の僕らは知ってるよ ～face to face～）线下活动的抽选券。
单曲初动销量63491张，再次刷新了Aqours的单曲初动销量纪录（之前的纪录由Aqours第三张单曲HAPPY PARTY TRAIN保持，销量为为54517张），位列当周Oricon公信榜和Billboard JAPAN排行榜第三名；该单曲也成功击败连续11周登顶的打上花火，成为Billboard JAPAN Hot Animation（动画歌曲）排行榜的冠军。
2017年11月10日，该单曲以超过10万张的出货量，被日本唱片协会认定为金唱片。

## 收录曲目
收录内容中vocal曲以粗体表示，括号中的中文翻译仅供参考，并非官方翻译。
| CD       | CD                       | CD         | CD       | CD    |
| 曲序     | 曲目                     | 作曲       | 编曲     | 时长  |
| -------- | ------------------------ | ---------- | -------- | ----- |
| 1.       | （未来的我们早已知晓）   | 光増ハジメ | EFFY     | 4:10  |
| 2.       | （環遊在你眼瞳中的冒險） | 渡边和纪   | 渡边和纪 | 5:21  |
| 3.       | (Off Vocal)              |            |          | 4:10  |
| 4.       | (Off Vocal)              |            |          | 5:21  |
| 总时长： | 总时长：                 | 总时长：   | 总时长： | 19:22 |